# Bison latifrons
Bison latifrons, conosciuto anche come bisonte gigante o bisonte dell'era glaciale, è una specie estinta di bisonte, che viveva nelle grandi praterie degli attuali Stati Uniti del tardo Pleistocene, comparve circa 500.000 anni fa e sopravvisse fino a 25-30.000 anni fa. Il termine latifrons deriva dal latino e significa "ampia fronte".

## Caratteristiche morfologiche
Si tratta della più grande specie di bisonte mai esistita, l'altezza al garrese era di 2,5 metri, il che lo rende probabilmente anche il bovide di maggiori dimensioni. 
Molto simile ai bisonti attuali, se ne distingueva, oltre che per la taglia maggiore, anche per le grandi corna curvate verso l'esterno e dolcemente verso l'alto, lunghe 1,4-2,2 metri da punta a punta: esse erano più lunghe e robuste nei maschi rispetto alle femmine. Il peso dell'animale viene stimato tra il 25-50% superiore rispetto all'attuale Bison bison, quindi intorno ai 1500–2000 kg per gli esemplari maschi più grandi, mentre le femmine avevano una taglia più contenuta.
La sua mole e le grosse corna erano probabilmente un buon deterrente che esibiva per allontanare i predatori, in quanto non era un animale veloce nei movimenti, ne adatto a percorrere grandi distanze correndo.

## Areale
Era diffuso nei territori degli odierni USA, in particolare lungo la linea costiera della California, nelle grandi pianure centrali del Mississippi, nelle pianure costiere del Texas e in Florida ed è molto probabile che fosse diffuso anche in zone del Canada e dell'Alaska
I fossili di Bison latifrons sono relativamente scarsi: alcuni frammenti dello scheletro sono stati trovati nelle pozze di catrame di Rancho La Brea in California, dove restavano intrappolati.

## Comportamento e stile di vita
Probabilmente il suo stile di vita ed il suo comportamento erano molto simili a quello del bisonte americano, col quale condivideva gran parte dell'habitat, ma si presume formasse mandrie molto più piccole, i maschi adulti potrebbero aver condotto una vita solitaria, poiché habitat come foreste o praterie con limitate risorse alimentari non consentono grandi popolazioni di erbivori. Dagli esami sul cranio e sui denti si suppone che fosse più predisposto a cibarsi sfogliando piccoli alberi e arbusti e dedito in misura minore al pascolo.

## Nella cultura di massa
Bison latifrons compare nella serie animata Paleo-Fantasy Primal, ideata da Genndy Tartakovsky. Nella serie, la specie viene raffigurata come parte integrante della megafauna che popola l’universo narrativo, accanto a esemplari di Megaloceros e ad altri grandi mammiferi preistorici, oltre a creature di ispirazione dinosauriana.